# Helmut Fielhauer
Helmut Paul Fielhauer (* 8. Oktober 1937 in Wien; † 5. Februar 1987 ebenda) war ein österreichischer Volkskundler.

## Leben
Helmut Fielhauer wurde 1977 zum Universitätsprofessor am Institut für Volkskunde der Universität Wien ernannt. In Lehre und Forschung vertrat er eine sozialkritische, politisch links orientierte Wissenschaft. Seine Schwerpunkte lagen in den Bereichen Arbeitervolkskunde, Brauchforschung, Museologie und Stadtforschung.

## Auszeichnungen
- 1976 Wissenschaftspreis des Landes Niederösterreich Förderungspreis

## Schriften
- Volkskunde und Schule. Vorträge der 14. Österreichischen Volkskundetagung in Salzburg 1975. Wien 1976 (= Mitteilungen des Österreichischen Fachverbandes für Volkskunde 2).
- Die andere Kultur. Volkskunde, Sozialwissenschaften und Arbeiterkultur – ein Tagungsbericht. Wien 1982.
- Rote Jugend in Wien. 1918 bis 1934. In: Klaus Beitl (Hrsg.): Gegenwartsvolkskunde und Jugendkultur. Wien 1987.
- Volkskunde als demokratische Kulturgeschichtsschreibung. Ausgewählte Aufsätze aus zwei Jahrzehnten. Hrsg. Olaf Bockhorn. Wien 1987 (= Beiträge zur Volkskunde und Kulturanalyse 1).